# Лернер, Жайме
Жайме Лернер (порт. Jaime Lerner; 17 декабря 1937, Куритибе, Бразилия — 27 мая 2021) — бразильский архитектор и государственный деятель. Известен как проектировщик городов. Занимал пост губернатора штата Парана в южной Бразилии. Трижды был мэром города Куритиба, столицы Параны, — в 1971—1975, 1979—1984 и 1989—1992 годах. В 1994 году был избран губернатором Параны и переизбран в 1998 г.
В 2002—2005 годах занимал пост президента Международного союза архитекторов. Прославился модернизацией города Куритиба.

## Биография
Лернер родился в еврейской семье, переехавшей из Польши (Лодзь) в Куритибу. В 1964 г. он окончил школу архитектуры федерального университета Параны. В 1965 он помогал в создании института городского планирования и исследований Куритибы и участвовал в разработке генерального плана Куритибы.
Жайме Лернер был назначен мэром Куритибы как раз вовремя. В начале 70-х годов Куритибу душили бедность, грязь и огромные пробки из-за большого количества узких улиц-трущоб.
Приступив к должности мэра в 1971 году, Жайме Лернер организовал блестящую программу по очищению города от мусора: мешки с отходами обменивались на еду, товары первой необходимости или проездные документы на транспорт. Рыбакам стали платить за выловленный мусор, а в школе появилось экологическое образование детей.
Чтобы разгрузить Куритибу от машин, Лернер превратил центральную улицу города в пешеходную и создал известную теперь на весь мир скоростную автобусную систему.
Поймы вдоль берегов рек вокруг города мэр-архитектор превратил в парки, где главными газонокосильщиками стали овцы.
Жайме Лернер занимал пост мэра Куритибы трижды: с 1971 по 1975, с 1979 по 1984 и с 1989 по 1992-й. Его главное правило: город — это не проблема, а решение.

## Работы
Публикации Лернера включают такие работы, как:
- Acupuntura urbana (Editora Record, ISBN 8501068519, 2003)
- O vizinho: parente por parte de rua (Editora Record, ISBN 8501068772, 2005)

## Награды
Лернер завоевал множество бразильских и международных призов:
- 1990: United Nations Environmental Award, награждён программой ООН по окружающей среде (UNEP)
- 1990: Ежегодный приз от International Institute for Energy Conservation (IIEC)
- 1991: Scroll of Honor, Программа ООН по населённым пунктам, 1991
- 1991: Tree of Learning, IUCN, 1991
- 1996: Child and Peace Award, UNICEF
- 1997: Thomas Jefferson Foundation Medal in Architecture, Университет Виргинии
- 2000: Prince Claus Award, the Netherlands (2000)
- 2001: Pioneer 2001, International Council for Caring Communities (ICCC-USA)
- 2001: 2001 World Technology Award for Transportation, National Museum of Science and Industry, UK